# Parque Nacional do Monte Popa
O Parque Nacional do Monte Popa é um parque nacional em Mianmar que cobre uma área de cerca de 128.54 km2 (49.63 sq mi). Foi criado em 1989. Em altitude, varia de 285 até 1490 metros ao redor do Monte Popa no município de Kyaukpadaung, região de Mandalay.